# アレクサンドル・ラドゥーロフ
アレクサンドル・ワレーリエビチ・ラドゥーロフ（ロシア語: Александр Валерьевич Радулов, ラテン文字転写: Alexander Valerievich Radulov、1986年7月5日 -）は、ソビエト連邦ニージニータギル生まれのロシアのプロアイスホッケー選手である。ポジションはライト・フォワード。NHLの ダラス・スターズに所属。

## 経歴

### ジュニア時代のキャリア
アレクサンドルはニージニータギルで生まれ、子供の時代を過ごした。幼い時からとても活発な子供だったため、両親はアレクサンドルをホッケークラブに通わせることを決め、ニージニータギルでアイスホッケーを始めた。後にプロのアイスホッケー選手となる兄イーゴリもアレクサンドルに大きな影響を与えた。一時、ヤロスラブリのスポーツ養成学校で兄のイーゴリと共にアイスホッケーを学ぶ。ロシア選手権でデビューしたのは2003-2004年のシーズンで、当時はトヴェリのクラブTHKでプレーした。
同年、当時16歳でロシアスーパーリーグでディナモ・モスクワと契約を結んだ。
2003-2004年シーズンにトップリーグでデビューし、1試合に出場した。その後、2年間はチームの二軍で経験を積んだ。
2004年はケベック・メジャージュニアホッケーリーグ(QMJHL)のケベック・ランパーツにドラフトで指名される。また、2004年の半ばにNHLへ移籍を決断。同年のNHLドラフト全体15位でナッシュビル・プレデターズに指名された。当時ラドゥーロフはジュニアの世界選手権優勝メンバーであり、ロシアの最高のポイントゲッターの1人であった。2004-2005年のシーズンにチームで3番目のポイントゲッターとなり、65試合で75ポイントを記録した。
2006年3月19日、リムスキ・オケアニック（16対3で勝利）で自らの記録を破り、1試合で7ゴール4アシストを記録。チームのメンバーとしてプレーオフ(プレジデントカップ）のファイナリストになり、メモリアルカップを獲得した。
翌シーズンにアンジェロ・エスポジトと共にリーグで最高のフォワードコンビを結成。
2005年10月28日、ドラモンドビル・ボルティジャーズとの試合（11対3で勝利）でプラス・マイナスのチーム記録を打ち立てた。1試合で6ゴールを決め、7ポイントを獲得したのだ。
2005-2006年の定期戦でシーズン最高のポイントゲッターとなり、152ポイント（61ゴール91アシスト、どちらもチーム新記録）を記録。プレーオフでも55ポイント（21得点34アシスト、チーム新記録でリーグ史上2番目）を記録した。さらにラドゥーロフはメモリアル・カップの最高のポイントゲッターとなった。
2005-2006年のシーズンはさらにチーム新記録を打ち立てた。50試合連続でポイントを獲得したのだ。これはマリオ・ルミューが1983-1984年に樹立した61試合連続に迫る、リーグ史上2番目の成績である。

### プレデターズ時代
2006年にプレデターズに加入。2006-2007年のシーズンはプレデターズのファームクラブ「ミルウォーキー・アドミラルズ」で迎えた。2006年10月21日にNHLデビューを果たした。NHL最初のシーズンで37ポイント（18得点19アシスト）を記録した。
2007年はロシア代表に選出された。
2008年には世界選手権のロシア代表に選出された。同大会でロシアは優勝を果たした。

### サラヴァト時代
2008年7月11日にプレデターズとの契約が残っていたが、KHLのサラヴァト・ユラーエフ・ウファと契約した。この移籍はNHLとKHLの間で大きな騒動となった。以前からプレデターズにロシアでプレーしたいという希望を伝えており、よりよい条件を提示されていることも話していた。契約発表後、プレデターズとNHLそして国際アイスホッケー連盟（IIHF）は直ちに声明を発表し、「ラドゥーロフとプレデターズの契約は2008-2009年のシーズンを通した契約なので、ロシアのチームと契約することは、選手の現行の契約を尊重するというNHLとIIHFの間で前日（2008年7月10日）に形成された合意に違反する」ことを強調した。
IIHFがサラヴァトにラドゥーロフの契約を無効にするよう求めた後、KHLの副会長イリヤ・コチェブリンは「ラドゥーロフがサインをしたのは7月5日であり、（NHLとIIHFの）7月10日の合意形成よりも前である」と反論。プレデターズの契約が係争中の一方で、IIHFは7月18日に捜査継続のままラドゥーロフを国際試合に出場停止とした。ラドゥーロフを出場停止にする法的な根拠はないことが判明したため、出場停止処分はすぐに取り下げられた。9月1日、プレデターズはラドゥーロフにチーム復帰の意思表示をする締め切り日を与え、9月2日に2008-2009年のシーズンの給与を払わないまま出場停止とした。
2008-2009年シーズンは46ポイント（22ゴール24アシスト）を記録した。
2009年には世界選手権でカナダ代表との決勝戦では勝ち越し点を決めるなど、2回目の優勝を成し遂げた。。またU-20世界選手権、ジュニア世界選手権、メモリアルカップでは準優勝した。
2009-2010年シーズンは63ポイント（24ゴール39アシスト）と記録を伸ばしていく。
2010-2011年のシーズンにはシーズン首位となる80ポイント（20ゴール60アシスト）を記録した。2011年のプレーオフでサラワートは決勝に進出し、西部コンファレンスを勝ち上がってきたアトラントを4勝1敗で下して優勝。KHLのキャリアで初のガガーリン・カップを獲得した。
2011-2012年にもシーズン首位となる63ポイント（25ゴール38アシスト）を記録。しかし、サラヴァトは2012年のプレーオフでは東部コンファレンスの第1ラウンドでアクバルス・カザンに2勝4敗で敗れた。敗退後、ラドゥーロフはNHL復帰の意思を表明した。

### プレデターズ復帰
2012年3月12日にプレデターズは2008年にラドゥーロフに課した出場停止を取り下げ復帰を認め、プレデターズに復帰した。3月22日のピッツバーグ・ペンギンズ戦でNHL復帰を果たした。試合には1対5で破れたもののチーム唯一の得点を決めた。2011-2012年のプレデターズの残りの定期戦で9試合に出場し、7ポイント（3ゴール4アシスト）を記録。プレーオフで8試合に出場、13ポイント（4得点9アシスト）を記録した。しかし、2012年5月1日、プレーオフの第2ラウンドでフェニックス・コヨーテズとの第3試合前日にベラルーシ人のチームメートであるアンドレイ・コスティーツィンと共に遠征先のアリゾナ州スコッツデ―ルのバーで朝の5時に発見され、チームの門限を破ってしまった。2人はプレデターズによって第3試合への出場を停止された。6月6日にプレデターズはラドゥーロフとの契約を更新しないと発表した。一緒に羽目を外したコスティーツィンも契約更新を拒否されている。

### モスクワ復帰
2012年7月2日にKHLのHC CSKA モスクワ と4年間契約を結んだ。平均年俸は920万ドルであった。サラヴァトからの移籍金は2億5500万ルーブルに達した。
2012-2013年と2014-2015年の両方のシーズンで獲得ポイントのベスト3に入った。
2012-2013年のシーズンは48試合に出場し、68ポイント（22得点46アシスト）を記録、KHLの同シーズン2番目の成績を残した。
2014-2015年のシーズンは46試合に出場し、シーズン最高となる71ポイント（24ゴール47アシスト）を残した。
同シーズンにCSKAは勝利を重ね、定期戦では60試合のポイントの合計で139を記録。2位のSKAサンクトペテルブルグに16点の差をつけてリーグ全体の1位となった。プレーオフのガガーリン・カップでも活躍を見せ、16試合に出場して21ポイント（8得点13アシスト）を記録し、プレーオフの得点王となった。
活躍を見せる一方で最も反則を取られた選手でもあった。シーズン後半まで得点とアシストの合計ポイントだけでなく、ペナルティーによる退場時間の合計でも1位だった。氷の上でしばしば対戦相手と乱闘を行い、また審判の裁定にもよく抗議した。ラドゥーロフの乱闘はCSKAの試合の風物詩となった。シーズン終盤になってラドゥーロフは合計退場時間のワースト1位の座をチームメートのエフゲニー・アルチューヒンに譲ったが、定期戦終了時の合計退場時間は143分に達し、平均すると1試合当たりの退場時間は3分6秒にもなった。
2015-2016年のシーズンも好調で、レギュラーシーズンを通してポイントランキングでトップ3に入っていた。定期試合53試合に出場し、65ポイント（23ゴール42アシスト）を記録して定期試合でリーグ2番目のポイントを残した。一方、反則時間の合計は73分であり、前シーズンと比べるとほぼ半減した。CSKAは定期試合60ゲームを勝ち点127で終了し、前年に続きリーグ全体の首位だった。プレーオフでは第1ラウンドでスロヴァン・ブラチスラヴァを4勝0敗で圧倒し、第2ラウンドでもトルペード・ニージニーノブゴロドを4勝1敗で撃破する。西部コンファレンスの決勝では、前年に苦杯を飲まされたSKAサンクトペテルブルクと対戦し、4連勝で圧倒してガガーリン・カップ・ファイナルに出場。自身2度目のファイナルだった。ファイナルではメタルルグ・マグニトゴルスクと対戦したが、3勝4敗で敗れて優勝を逃した。プレーオフで4得点12アシストを記録した。CSKAとの契約が切れるため、去就についてさまざまな憶測がされている。

### カナディアンズ時代
2016年7月1日にNHLのモントリオール・カナディアンズと1年契約に合意した。

## 詳細情報

### レギュラーシーズンとプレーオフでの成績
|           |                              |                | レギュラーシーズン | レギュラーシーズン | レギュラーシーズン | レギュラーシーズン | レギュラーシーズン | レギュラーシーズン | プレーオフ | プレーオフ | プレーオフ | プレーオフ | プレーオフ | プレーオフ |
| シーズン  | チーム                       | リーグ         | GP                 | G                  | A                  | Pts                | +/-                | PIM                | GP         | G          | A          | Pts        | +/-        | PIM        |
| --------- | ---------------------------- | -------------- | ------------------ | ------------------ | ------------------ | ------------------ | ------------------ | ------------------ | ---------- | ---------- | ---------- | ---------- | ---------- | ---------- |
| 2003-04   | THKトヴェリ                  | マイナーリーグ | 42                 | 15                 | 16                 | 31                 | --                 | 102                | --         | --         | --         | --         | --         | --         |
| 2003-04   | HCディナモ・モスクワ         | スーパーリーグ | 1                  | 0                  | 0                  | 0                  | --                 | 2                  | --         | --         | --         | --         | --         | --         |
| 2004-05   | ケベック・ランパーツ         | QMJHL          | 65                 | 32                 | 43                 | 75                 | 30                 | 64                 | 13         | 6          | 5          | 11         | --         | 15         |
| 2005-06   | ケベック・ランパーツ         | QMJHL          | 62                 | 61                 | 91                 | 152                | 53                 | 101                | 23         | 21         | 34         | 55         | 9          | 30         |
| 2006-07   | ミルウォーキー・アドミラルズ | AHL            | 11                 | 6                  | 12                 | 18                 | 3                  | 26                 | --         | --         | --         | --         | --         | --         |
| 2006-07   | ナッシュビル・プレデターズ   | NHL            | 64                 | 18                 | 19                 | 37                 | 19                 | 26                 | 4          | 3          | 1          | 4          | 1          | 19         |
| 2007-08   | ナッシュビル・プレデターズ   | NHL            | 81                 | 26                 | 32                 | 58                 | 7                  | 44                 | 6          | 2          | 2          | 4          | 0          | 6          |
| 2008-09   | サラヴァト・ユラーエフ       | KHL            | 52                 | 22                 | 26                 | 48                 | 26                 | 92                 | 4          | 0          | 2          | 2          | 1          | 4          |
| 2009-10   | サラヴァト・ユラーエフ       | KHL            | 54                 | 24                 | 39                 | 63                 | 44                 | 62                 | 16         | 8          | 11         | 19         | 7          | 10         |
| 2010-11   | サラヴァト・ユラーエフ       | KHL            | 54                 | 20                 | 60                 | 80                 | 27                 | 83                 | 21         | 3          | 15         | 18         | 9          | 42         |
| 2011-12   | サラヴァト・ユラーエフ       | KHL            | 50                 | 25                 | 38                 | 63                 | 1                  | 64                 | 6          | 0          | 6          | 6          | 1          | 2          |
| 2011-12   | ナッシュビル・プレデターズ   | NHL            | 9                  | 3                  | 4                  | 7                  | 3                  | 4                  | 8          | 1          | 5          | 6          | 5          | 4          |
| 2012-13   | CSKA                         | KHL            | 48                 | 22                 | 46                 | 68                 | 12                 | 86                 | 9          | 1          | 6          | 7          | -4         | 0          |
| 2013-14   | CSKA                         | KHL            | 34                 | 9                  | 25                 | 34                 | 19                 | 75                 | -          | -          | -          | -          | -          | -          |
| 2014-15   | CSKA                         | KHL            | 46                 | 24                 | 47                 | 71                 | 37                 | 143                | 16         | 8          | 13         | 21         | 7          | 20         |
| 2015-16   | CSKA                         | KHL            | 53                 | 23                 | 42                 | 65                 | 28                 | 73                 | 20         | 4          | 12         | 16         | 5          | 26         |
| NHLの合計 | NHLの合計                    | NHLの合計      | 154                | 47                 | 55                 | 102                | 29                 | 74                 | 18         | 6          | 8          | 14         | 6          | 29         |
| KHLの合計 | KHLの合計                    | KHLの合計      | 391                | 169                | 323                | 492                | 194                | 678                | 92         | 24         | 65         | 89         | 26         | 104        |

### 国際大会での成績
| 年               | 代表             | 大会             | 順位             |    | GP | G  | A  | Pts | PIM |
| ---------------- | ---------------- | ---------------- | ---------------- | -- | -- | -- | -- | --- | --- |
| 2004             | ロシア（U18）    | U18世界選手権    |                  | 6  | 2  | 5  | 7  | 2   |     |
| 2005             | ロシア           | U20世界選手権    |                  | 6  | 2  | 1  | 3  | 4   |     |
| 2006             | ロシア（U20）    | U20世界選手権    |                  | 6  | 1  | 3  | 4  | 4   |     |
| 合計（U18とU20） | 合計（U18とU20） | 合計（U18とU20） | 合計（U18とU20） | 18 | 5  | 9  | 14 | 10  |     |
| 2007             | ロシア           | 世界選手権       |                  | 9  | 2  | 0  | 2  | 6   |     |
| 2008             | ロシア           | 世界選手権       |                  | 6  | 0  | 3  | 3  | 2   |     |
| 2009             | ロシア           | 世界選手権       |                  | 9  | 4  | 6  | 10 | 10  |     |
| 2010             | ロシア           | オリンピック     | 6                | 4  | 1  | 1  | 2  | 4   |     |
| 2011             | ロシア           | 世界選手権       | 4                | 9  | 2  | 5  | 7  | 6   |     |
| 2013             | ロシア           | 世界選手権       | 6                | 8  | 5  | 5  | 10 | 4   |     |
| 2014             | ロシア           | オリンピック     | 5                | 5  | 3  | 3  | 6  | 4   |     |
| 合計（フル代表） | 合計（フル代表） | 合計（フル代表） | 合計（フル代表） | 50 | 17 | 23 | 40 | 36  |     |